# Melanophryniscus peritus
Melanophryniscus peritus é uma espécie de anfíbio da família Bufonidae. Endêmica do Brasil, pode ser encontrada no estado de Minas Gerais.